# Carrello (ferrovia)
Il carrello è quella parte di un veicolo ferroviario che comprende il rodiggio e la struttura portante ad esso connessa. Può anche essere munito di motori di trazione nel qual caso viene spesso indicato come "carrello motore".

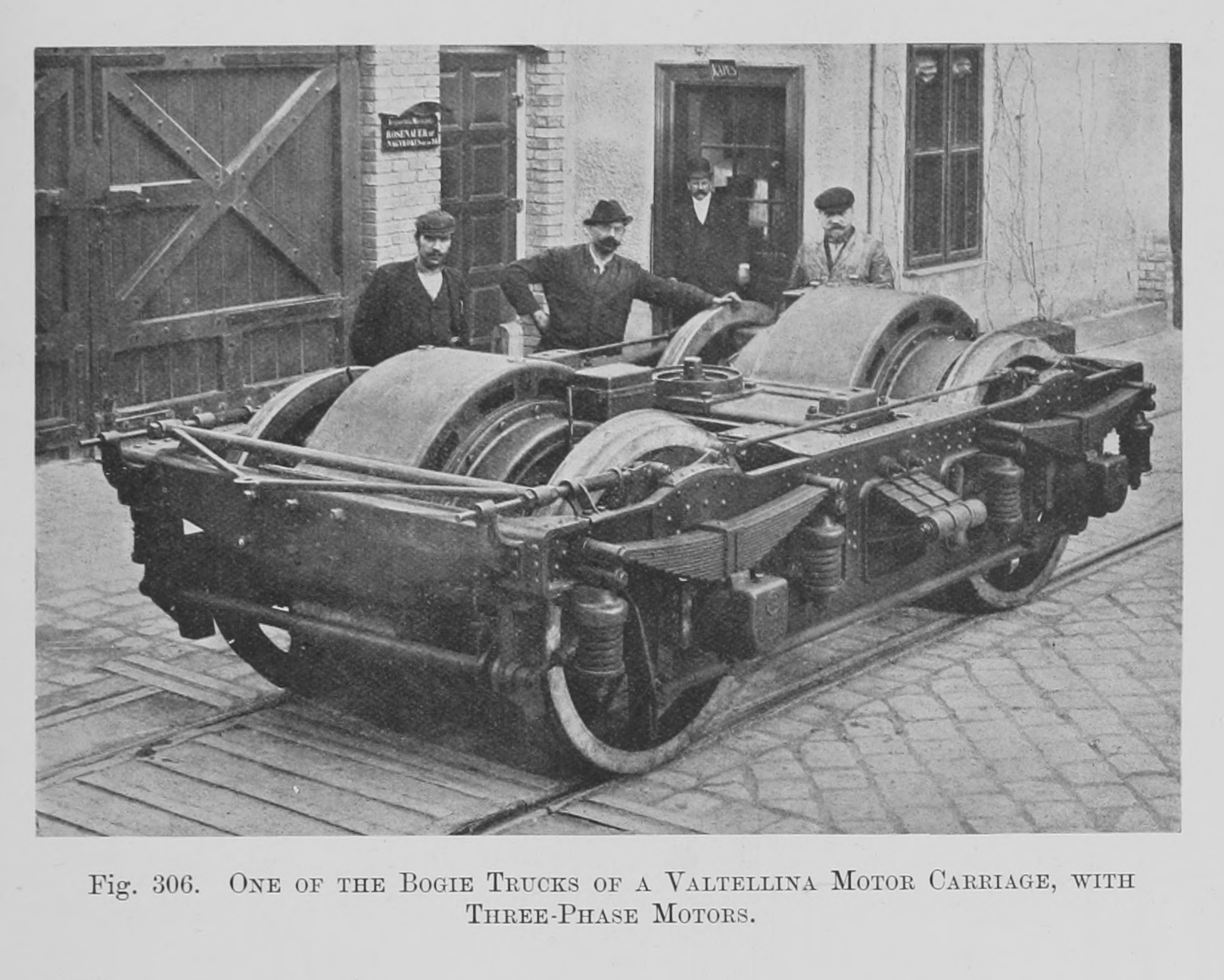
Un carrello motorizzato di una locomotiva trifase per la Valtellina.

I carrelli dei veicoli ferroviari sono comunemente a due assi ma, nel caso dei carri per trasporto di merci speciali o di massa elevata, possono essere a 3 o più assi.
Le diverse caratteristiche del sistema-carrello vengono indicate con una sigla composta da lettere e numeri secondo la classificazione del rodiggio stabilita dalla Union internationale des chemins de fer. 
Solitamente una carrozza ferroviaria è dotata di due carrelli, mentre una locomotiva può averne anche tre o quattro. A volte, nel caso di composizioni bloccate due veicoli contigui vengono poggiati su un unico carrello realizzando un complesso articolato.

## Storia
Agli albori della ferrovia le costruzioni di veicoli ferroviari prevedevano l'uso di pochi assi per ciascun veicolo. Le locomotive di massima avevano un asse motore ed uno portante e i veicoli trainati erano a due assi montati fissi sotto il telaio portante di ciascun rotabile.
Con l'aumento della lunghezza e della massa dei veicoli trainati si pose presto la necessità di studiare un sistema che ne migliorasse l'inscrivibilità in curva e nello stesso tempo ne diminuisse il peso per asse. Per le locomotive si presentava oltre alla necessità di ridurre il più possibile il passo rigido quello di sviluppare un sistema di assi "sterzanti", nel senso della marcia, che seguissero il contorno delle curve guidandone la corsa senza pericolo di svio.
La prima idea nota di un carrello per l'inscrizione in curva di una locomotiva è quella che venne brevettata, il 30 dicembre 1812 (brevetto nº 3632) dai fratelli William ed Edward Walton Chapman
Le prime realizzazioni di carrelli per veicoli ferroviari di cui si è a conoscenza sono state operate negli USA intorno al 1830 e si resero necessarie allo scopo di diminuire il peso per asse dei carri e delle carrozze e per migliorarne la tenuta di strada nelle linee costruite; determinante fu anche lo sviluppo del trasporto di grandi quantità di merci richiesto dallo sviluppo impetuoso dello Stato americano. In Europa l'introduzione del carrello per carri merci fu molto più tarda e ciò probabilmente a causa della minore necessità di trasporti pesanti. In Germania venne costruito un tipo di carrello per le ferrovie del Württemberg nel 1845.

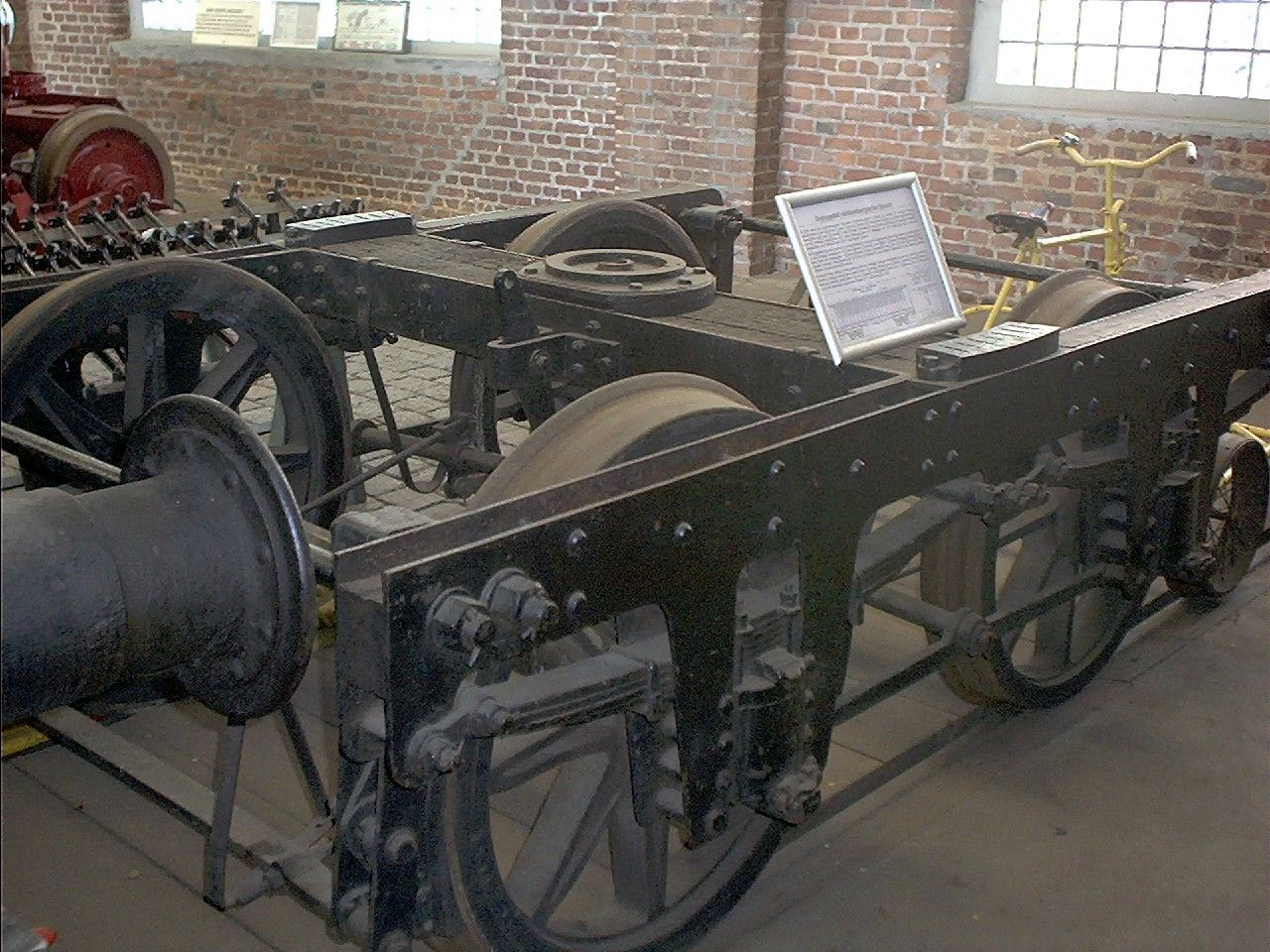
Carrello tipo Württemberg, costruito nel 1845

L'aumento progressivo delle velocità dei treni fece sì che alla fine del XIX secolo i treni espressi europei avessero in composizione carrozze viaggiatori a carrelli. La caratteristica di un veicolo a carrelli è infatti la maggiore velocità omologabile rispetto al rodiggio semplice e in condizioni di sicurezza e ciò in virtù della possibilità di realizzare una sospensione migliore e a vari stadi. Nel settore del trasporto merci tuttavia il predominio dei carri a due assi travalicò anche il XX secolo anche per la maggiore economicità di costruzione.
Negli ultimi decenni del XX secolo la progettazione e la tecnologia costruttiva del carrello hanno subito una decisiva evoluzione sia in conseguenza della disponibilità di nuovi materiali che della necessità di trovare soluzioni adatte alle velocità sempre più elevate dei veicoli ferroviari. La gomma ha sostituito in molti casi l'acciaio nella costruzione di sospensioni primarie e secondarie; in molti casi la sospensione secondaria viene realizzata pneumaticamente. Sono stati introdotti smorzatori a gas o ad olio in grado di "spegnere" moti anomali indesiderati o pericolosi. La struttura complessiva ne è risultata alleggerita riducendone le parti non sospese.

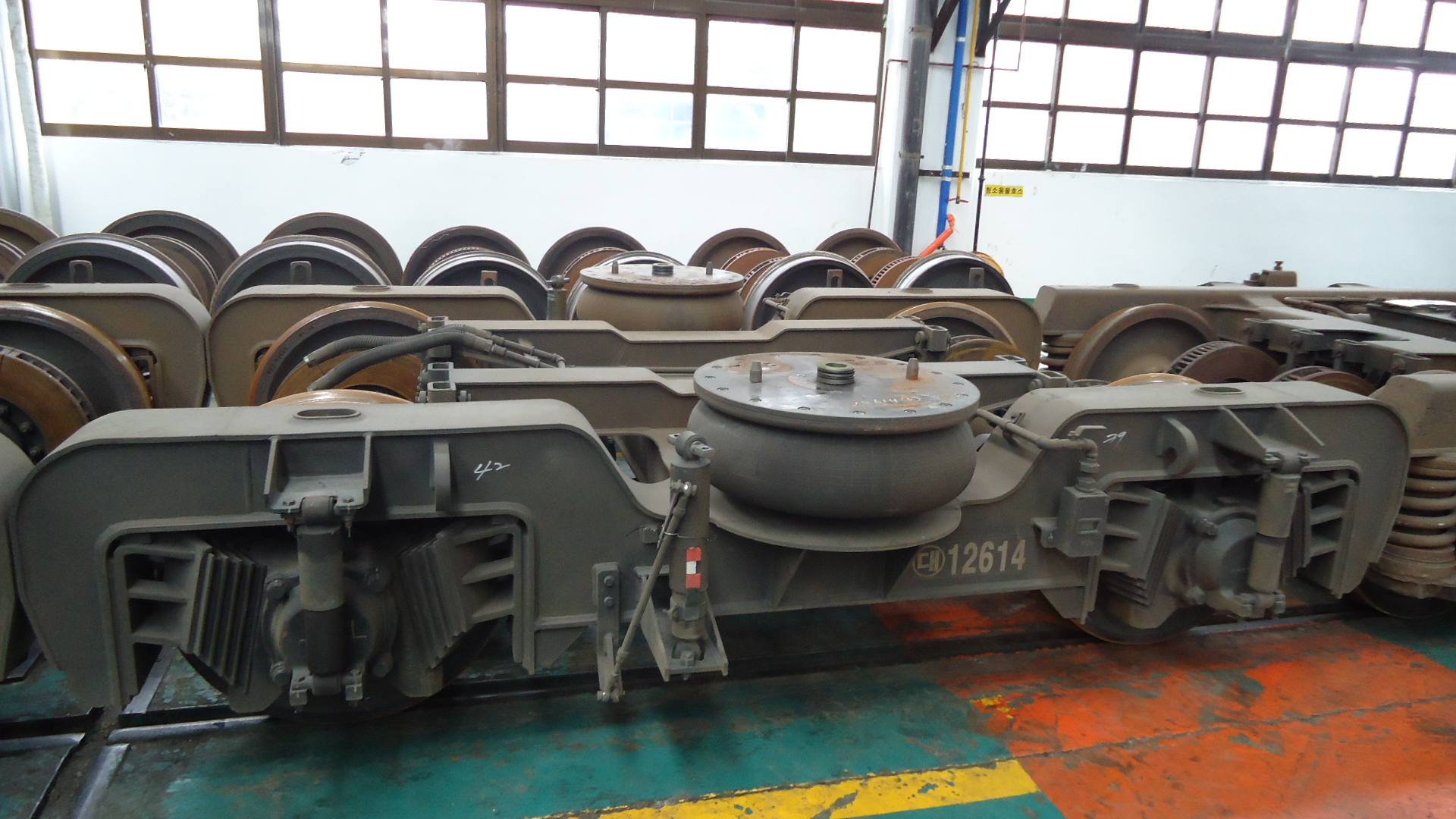
Moderno carrello con sospensione secondaria pneumatica e primaria in gomma

## Caratteristiche

### La struttura

schema di veicolo a carrelli

Un carrello è di massima costituito da due fiancate in lamiera di acciaio collegate da profilati che realizzano un telaio indeformabile, con le guide per le boccole degli assi e le sospensioni primarie; al centro è disposta trasversalmente una trave su cui poggia un perno di rotazione di cui è provvisto il carro del veicolo; ai due laterali sono presenti due pattini che hanno funzione di equilibrio trasversale. Il perno (o la ralla) può anche avere solo funzione di guida quando sono i due pattini laterali a supportare direttamente il carico. Altri organi sono, il sistema frenante e gli eventuali organi di trazione e repulsione. La sospensione primaria dei carrelli, inizialmente era a balestre, in seguito a molle ad elica. Le guide delle boccole furono realizzate a glifo, sistema che permane ancora nelle realizzazioni più elementari e per i carri merci. 

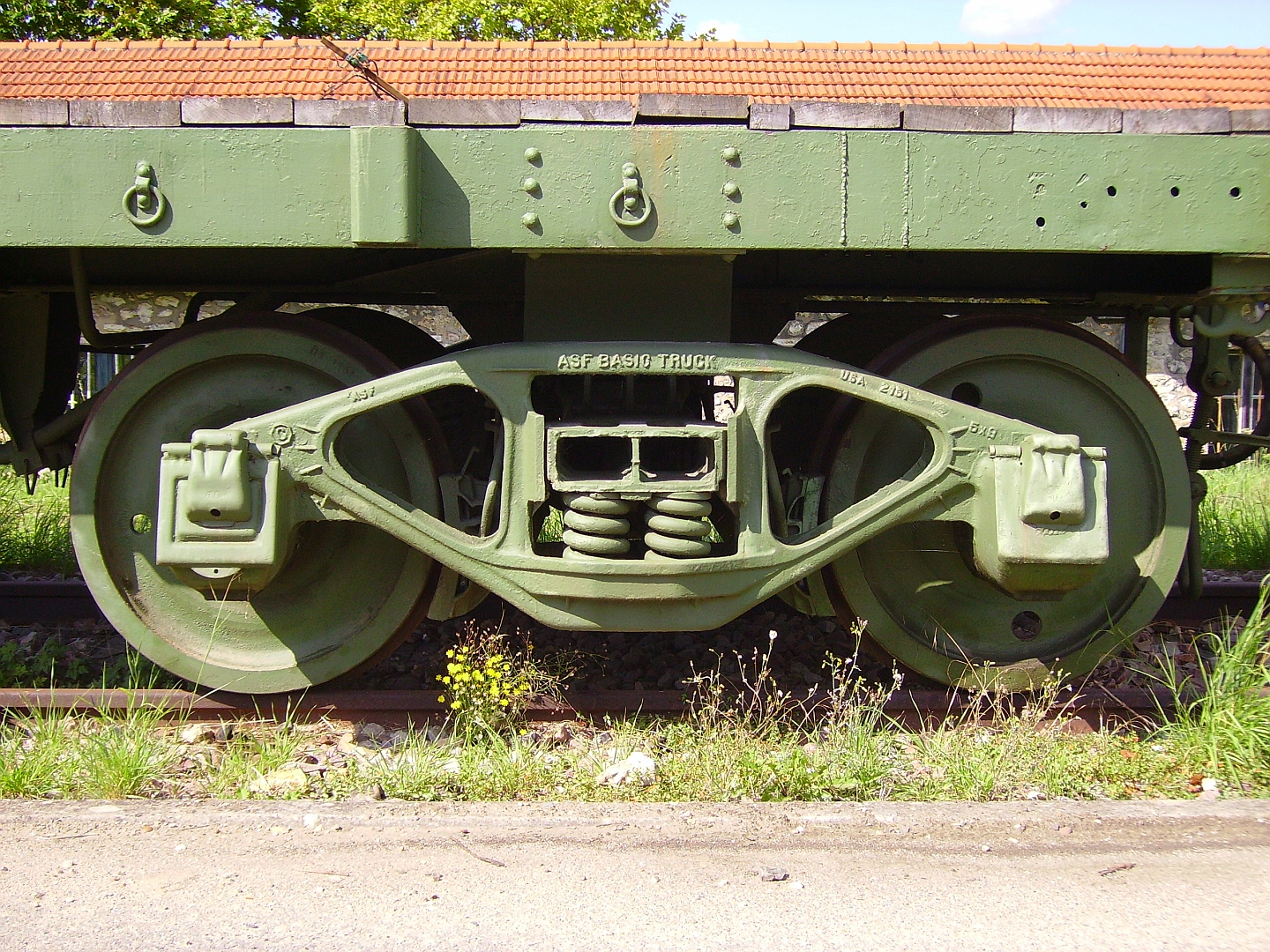
Carrello americano tipo ASF-basic; la struttura è realizzata in acciaio stampato

Un miglioramento presto introdotto fu l'uso di una trave oscillante al posto di quella fissa che venne a costituire l'elemento di collegamento tra il telaio principale del veicolo e il carrello stesso. Su questa trave, disposta trasversalmente, è applicato il peso della cassa (tramite una ralla semisferica o due pattini); il collegamento con il carrello si realizza mediante due coppie di biellette che le consentono la possibilità di oscillazione trasversale. La trave oscillante può anche essere costituita da due pezzi tra i quali si trova una coppia di molle a balestra contrapposte; la parte inferiore, sospesa su appoggi a lama di coltello sostenuti da due biellette per lato fissate al telaio del carrello vi scarica il peso della cassa. Due arresti laterali in questo caso ne limitano l'ampiezza delle oscillazioni trasversali. La posizione di montaggio verticale o inclinata delle biellette ha influenza sullo smorzamento delle oscillazioni della cassa; quella inclinata è preferibile in quanto le forze orizzontali generate essendo in opposizione tendono ad elidersi dando stabilità al veicolo in marcia.

### Il carrello nelle locomotive

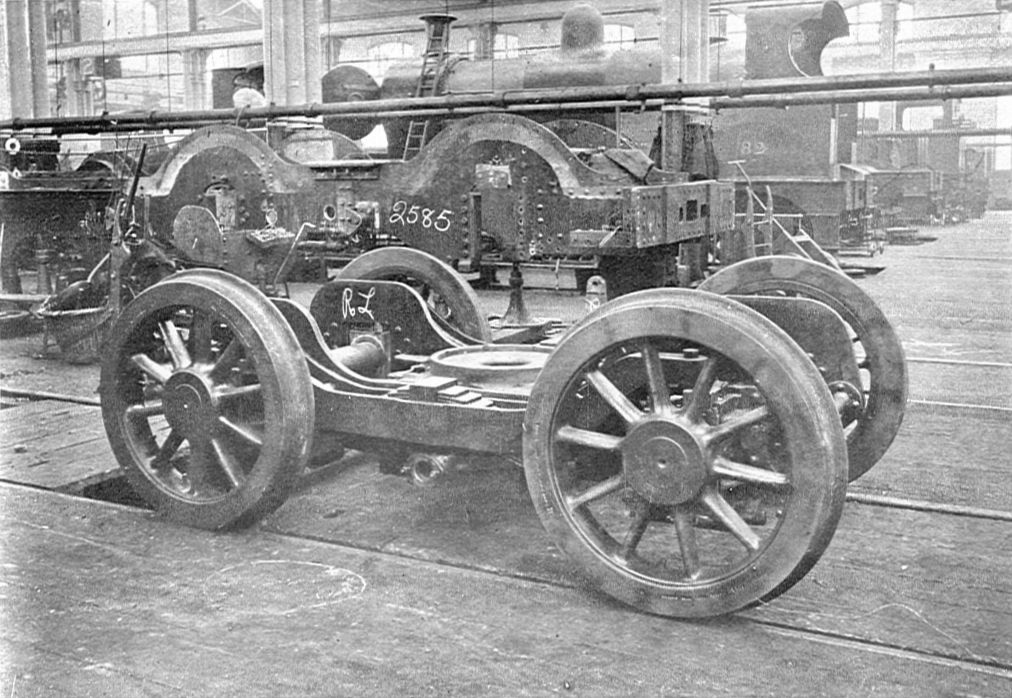
Carrello anteriore di locomotiva inglese

I carrelli delle locomotive, in ragione della maggiore massa delle stesse, sono più complessi e più pesanti di quelli per il materiale trainato. Spesso ad essi sono associati organi di trasmissione o di trazione che ne elevano la massa complessiva e ne complicano la costruzione.
La necessità del carrello nella costruzione delle locomotive si evidenziò molto presto con l'evoluzione del rodiggio delle stesse quando dal rodiggio C (a tre assi) si cercò di passare ad un numero di assi superiore per ragione sia di maggiore sforzo di trazione che di massa per asse. Il semplice spostamento trasversale del primo asse non garantiva una stabilità di marcia accettabile appena si aumentava anche di poco la modesta velocità raggiungibile. Si studiò quindi un sistema che permettesse la spostabilità radiale del primo asse (portante): oltre ai sistemi che usavano boccole radiali quali i sistemi Adams, Webb ed altri, un sistema che ebbe molto successo fu quello implementato nel 1857 da Levi Bissel che da lui prese nome (Carrello Bissel).
Il carrello Bissel, ad un solo asse, venne applicato alle locomotive sia anteriormente, come carrello sterzante, che posteriormente come carrello portante. Era costituito da un semplice telaio triangolare, del tutto indipendente dal telaio principale della locomotiva, a cui era collegato mediante un semplice perno posto al vertice del triangolo; l'asse era quindi libero di ruotare lateralmente inscrivendosi agevolmente in curva. Veniva richiamato poi in posizione da un sistema di molle e caricato di una parte della massa della locomotiva.
Quando il carrello è costituito da due assi costituisce, a differenza del Bissel, un piccolo veicolo vero e proprio indipendente in quanto il telaio che lo costituisce abbraccia le quattro boccole, ha la sua sospensione ed è unito al telaio della locomotiva da un perno accoppiato ad una ralla posta in posizione centrale; questi due elementi servono anche a trasmettere parte della massa della locomotiva sui due assi portanti. Perché il carrello si adatti alla curva da percorrere la ralla deve poter traslare lateralmente e ciò è ottenuto collocandola ad un sostegno sospeso mediante quattro tiranti al telaio stesso del carrello; tale sostegno viene chiamato traversa oscillante. Questo schema di massima descrive la struttura dei carrelli di locomotiva dei tipi americano o inglese, Krauss-Helmholtz e la sua variante, il carrello italiano.

Disegno schematico di carrello Krauss-Helmholtz

Una particolarità dell'uso del carrello è quella adottata sulle locomotive Mallet le quali sono costituite da due sezioni articolate per potersi inscrivere agevolmente nelle curve le quali supportano tutte le apparecchiature che costituiscono la locomotiva. Queste sono divise rispettivamente, sul carrello posteriore, che supporta il telaio generale su cui è montata la caldaia anche il meccanismo motore ad alta pressione con i due o tre assi accoppiati e su quello anteriore, che supporta la camera a fumo, il meccanismo motore a bassa pressione con gli assi accoppiati. In sostanza la locomotiva risulta costituita da due grossi carrelli motori articolati per mezzo di un robusto perno centrale.
Altro esempio di utilizzazione di carrelli motori è costituito dalle locomotive Garratt nelle quali i due carrelli con gli assi accoppiati e le rispettive motorizzazioni sono simmetrici e supportano, mediante ralle e perni, tutto il blocco caldaia-forno-cabina che risulta sospeso su due punti e consente una migliore inscrivibilità nelle strette curve rispetto alle Mallet
Sia il carrello Bissel che i carrelli biassiali citati sono stati usati oltre che per la costruzione delle locomotive a vapore anche per i mezzi di trazione termici ed elettrici.

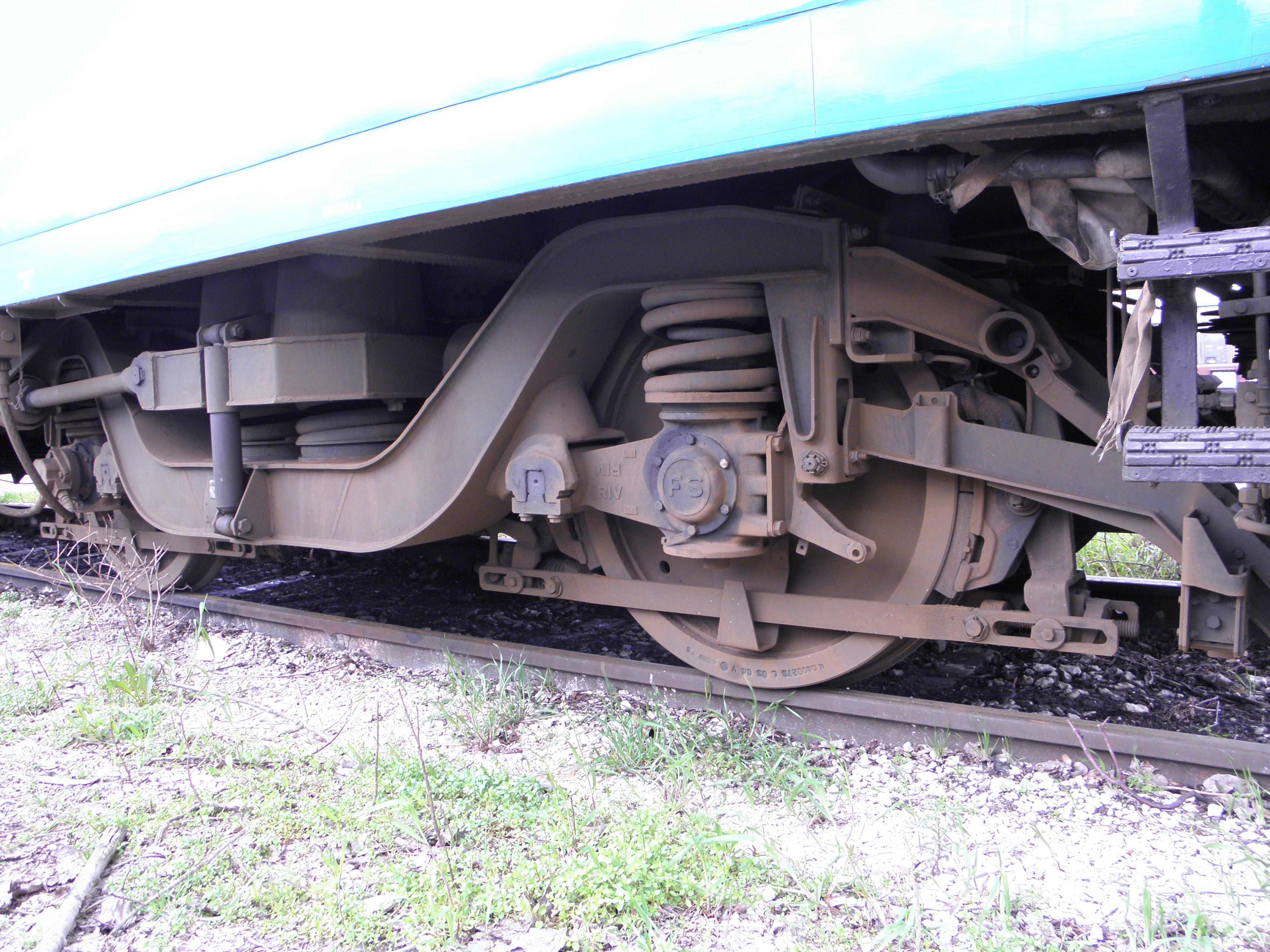
Carrello Fiat a doppio collo di cigno montato sulle automotrici ALn 668

### Il carrello nei veicoli

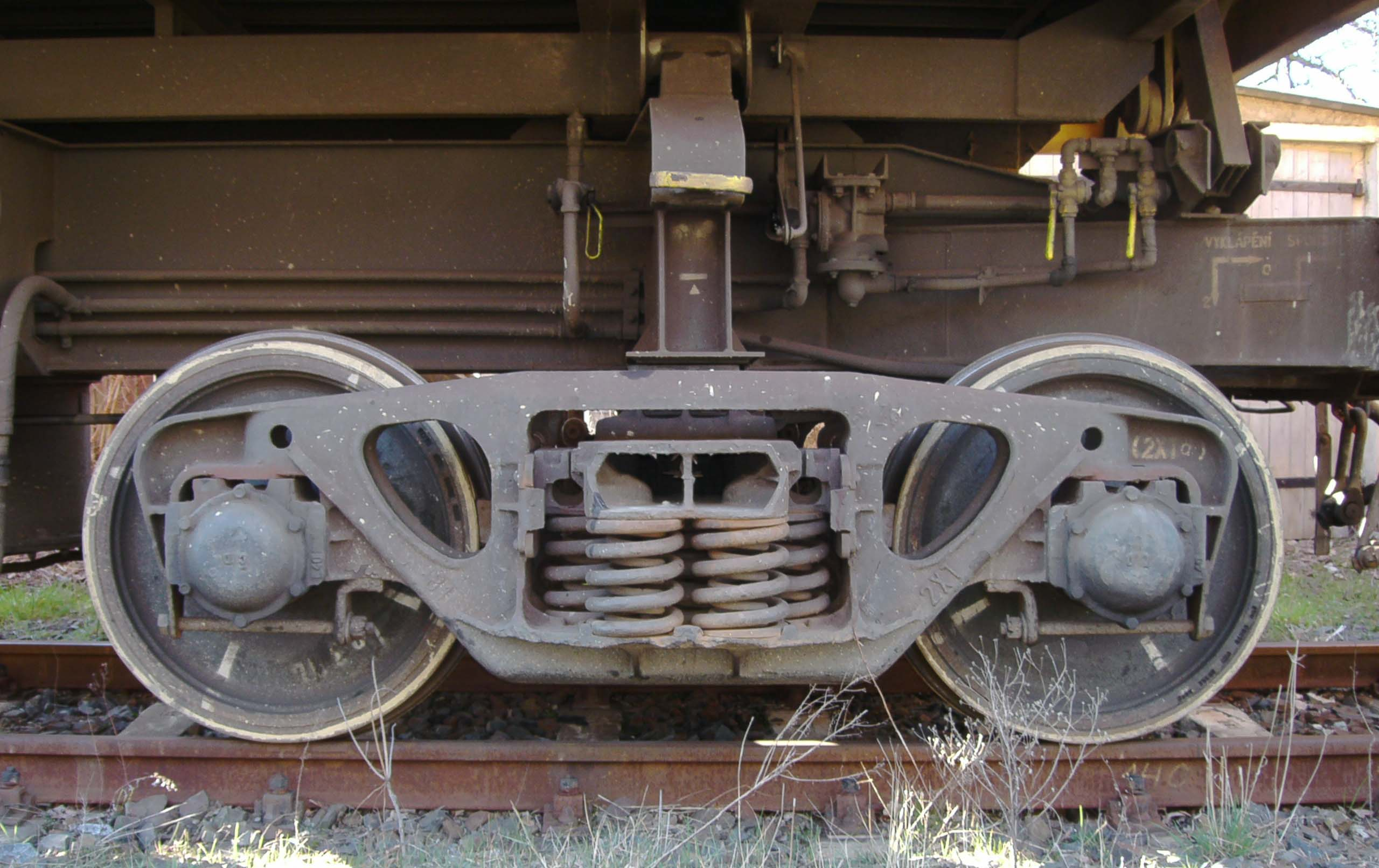
Carrello tipo Diamond di un carro merci ceco

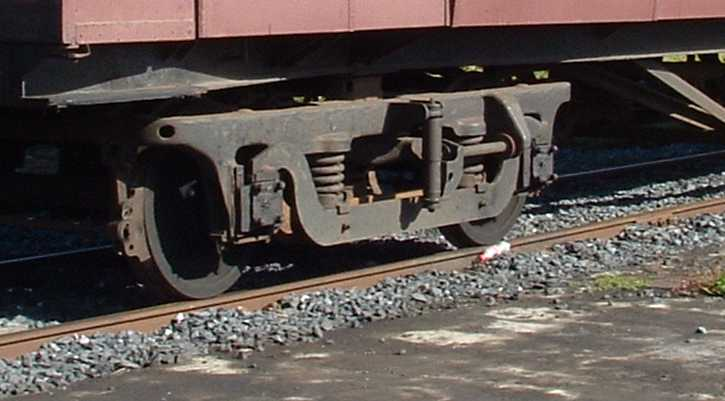
Carrello tipo Commonwealth

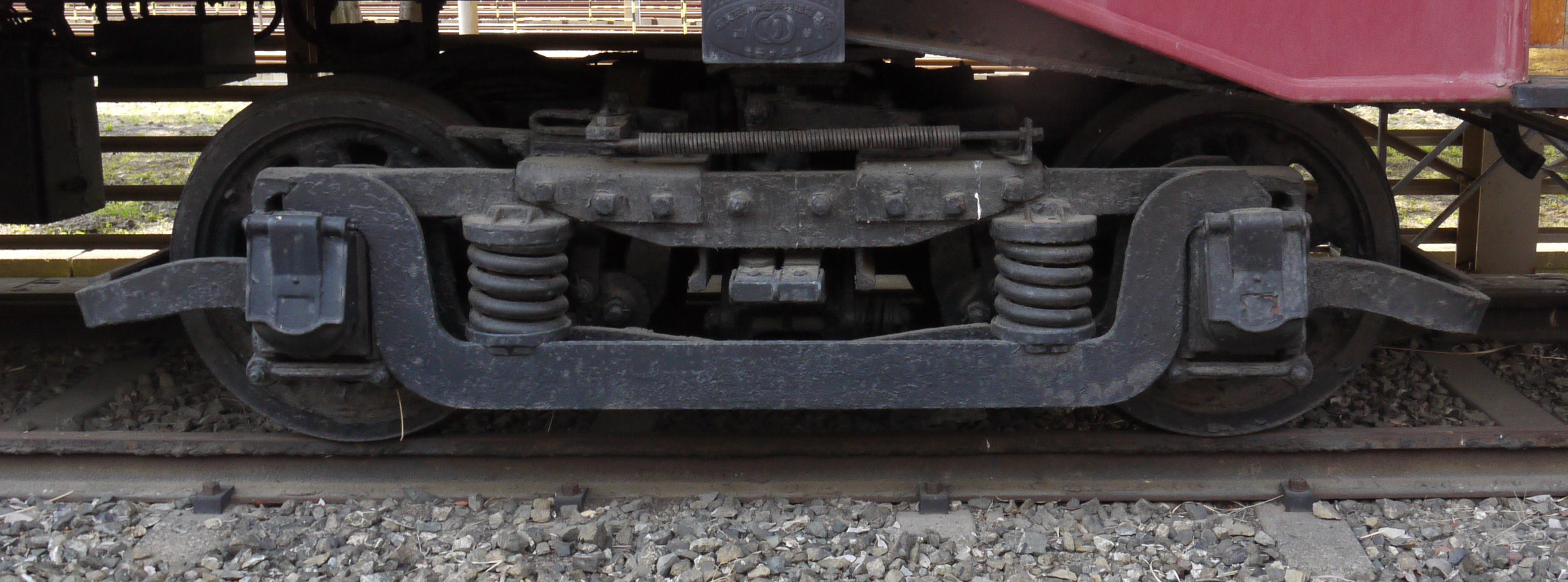
Carrello tranviario tipo Brill

La costruzione dei carrelli, nel tempo, si è differenziata a seconda del suo uso, per veicoli per trasporto merci o per veicoli per trasporto di viaggiatori.
La costruzione dei carrelli per trasporto di merci ha privilegiata la robustezza piuttosto che il comfort e pertanto il carrello dei carri merci ha mantenuta la sua costruzione elementare delle origini. Le variazioni più importanti hanno riguardato l'introduzione sempre più generalizzata delle molle ad elica piuttosto che quelle a balestra. I carrelli dei carri merci sono solitamente a due assi ma, nel caso di carri per trasporti pesanti possono avere anche tre o più assi; è il caso dei carri a pianale ribassato, dei carri per trasporto di ghisa in fusione e dei carri gru.
Molto diffuso è il carrello Diamond che ha trovato impiego anche nella costruzione dei tender delle locomotive a vapore e con poche varianti nei carri merci in ogni parte del mondo.
I carrelli per carrozze viaggiatori hanno subito una maggiore evoluzione: la più importante fu l'introduzione della trave oscillante che introduceva la possibilità di un molleggio laterale che si aggiungeva a quello verticale delle origini (sospensione primaria) generando sia un maggiore comfort di marcia che una minore aggressività dell'insieme nei confronti del binario. Un ulteriore e conseguenziale perfezionamento fu l'introduzione di un secondo sistema di molle che rendesse meno brusco lo spostamento trasversale della trave oscillante: tale sistema di molle prende il nome di sospensione secondaria.
Salvo rarissimi casi i carrelli per carrozze viaggiatori sono a due assi.

## Tipi di carrello maggiormente diffusi

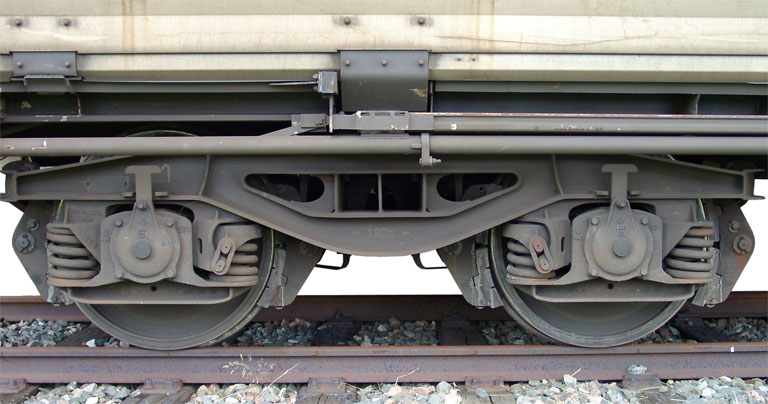
Carrello tipo Y 25